# Vírová galaxie
Vírová galaxie (také Messier 51, M51 nebo NGC 5194) je známá spirální galaxie v souhvězdí Honicích psů. Má výrazná spirální ramena, úhlovou velikost 11,2'x6,9' a hvězdnou velikost 8,4. Objevil ji Charles Messier 13. října 1773. Leží ve vzdálenosti asi 23 milionů světelných let. Když na jaře roku 1845 William Parsons objevil spirální tvar jejích ramen, stala se vůbec první galaxií s rozpoznanou spirální strukturou. Jedná se o jednu z nejznámějších galaxií na obloze vyhledávanou mnoha amatérskými astronomy. Lze ji pozorovat už v triedru.
M51 má průvodce, se kterým se vzájemně gravitačně ovlivňuje. Tento průvodce má označení NGC 5195, úhlové rozměry 5,8'x4,6'
a hvězdnou velikost 9,6.
V případě popisu jednotlivých členů této dvojice se hlavní galaxie někdy označuje M51A a doprovázející galaxie NGC 5195 se pak označuje M51B. Halton Arp zapsal M51 do svého katalogu zvláštních galaxií (Atlas of Peculiar Galaxies) jako spirální galaxii s velkou plošnou jasností a s průvodcem.

## Pozorování

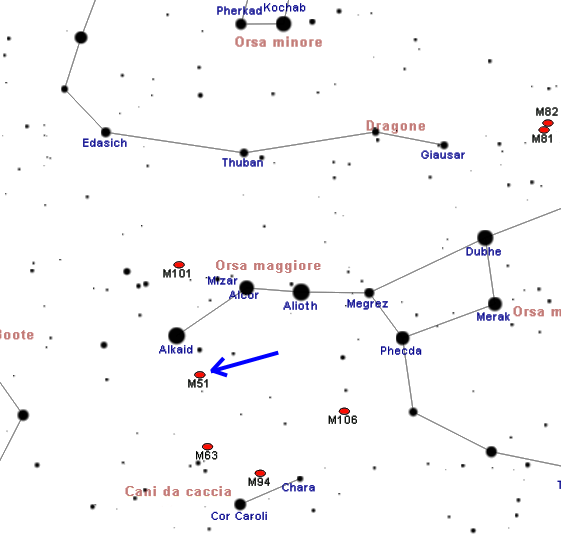
Poloha M 51 v souhvězdí Honicích psů

Vírová galaxie patří mezi nejjasnější galaxie na obloze a je dokonce tak jasná, že za příznivých podmínek je možné ji pozorovat i triedrem, ve kterém vypadá jako oválná světlá skvrna. Malý amatérský dalekohled může ukázat nejen jejího menšího průvodce, ale i rozsáhlé halo hlavní galaxie. Dalekohled o průměru 150 mm umožní pozorovat i spirální ramena této galaxie. Její nejvýraznější rameno se nachází na západní straně, ale celkový tvar ramen je těžko pozorovatelný i při velkém zvětšení.
Vírovou galaxii je možné najít v severovýchodní části souhvězdí Honicích psů, asi 3,5° jihozápadně od jasné hvězdy η UMa (Alkaid) s magnitudou 1,9.
M51 má velkou severní deklinaci, proto je na velké části severní polokoule cirkumpolární, a to v téměř celé Evropě a části severní Ameriky. Naopak na jižní polokouli je viditelná pouze do nižších středních zeměpisných šířek mírného pásu, kde ovšem vychází pouze nízko nad obzor. Nejvhodnější období pro její pozorování na večerní obloze je od února do srpna.

## Historie pozorování
Charles Messier toto seskupení galaxií nalezl 13. října 1773, když pozoroval kometu. Objekt popsal jako velmi slabou dvojitou mlhovinu bez hvězd a s jasným středem. Také William Herschel a později i jeho syn John tuto galaxii pozorovali a zaznamenali, že ve střední části objektu viděli zvláštní světelný jev podobný kroužku, který obepíná jasný střed. Admirál Smyth přirovnal hlavní galaxii k planetě Saturnu, která jako by byla natočena svislým směrem. Nakonec až William Parsons jasně rozeznal spirální vzhled hlavní galaxie a zřejmé spojení s menším objektem na severní straně.

## Vlastnosti
Vírová galaxie se řadí k nejjasnějším a nejzajímavějším galaxiím na obloze. Její vzdálenost bývá udávána v širokém rozmezí 15 až 37 milionů světelných let (ly), což odpovídá skutečnému rozměru galaxie 50 až 100 tisíc ly. Novější výzkumy se blíží hodnotě 23 milionů ly. M51 je hlavním členem skupiny galaxií M 51. Velká jasnost této galaxie je způsobena zejména přítomností mladých hvězdokup v jejích spirálních ramenech. Díky Williamu Parsonsovi se na jaře roku 1845 stala první galaxií, u které byl pozorován spirální tvar. Astronomové se domnívají, že její spirální tvar je způsoben zejména vzájemným gravitačním ovlivňováním s jejím průvodcem NGC 5195. Spirála, kterou ramena představují, se dá popsat jako logaritmická spirála.
Vírová galaxie je se svým průvodcem spojená společnou plynnou obálkou. Vzájemné ovlivňování mezi těmito galaxiemi se projevilo zvýšením tvorby hvězd v NGC 5195. Také jádro hlavní galaxie je jasnější, než jak by se dalo očekávat, a díky tomu byla zařazena mezi aktivní Seyfertovy galaxie.

### Hubbleův snímek jádra M51

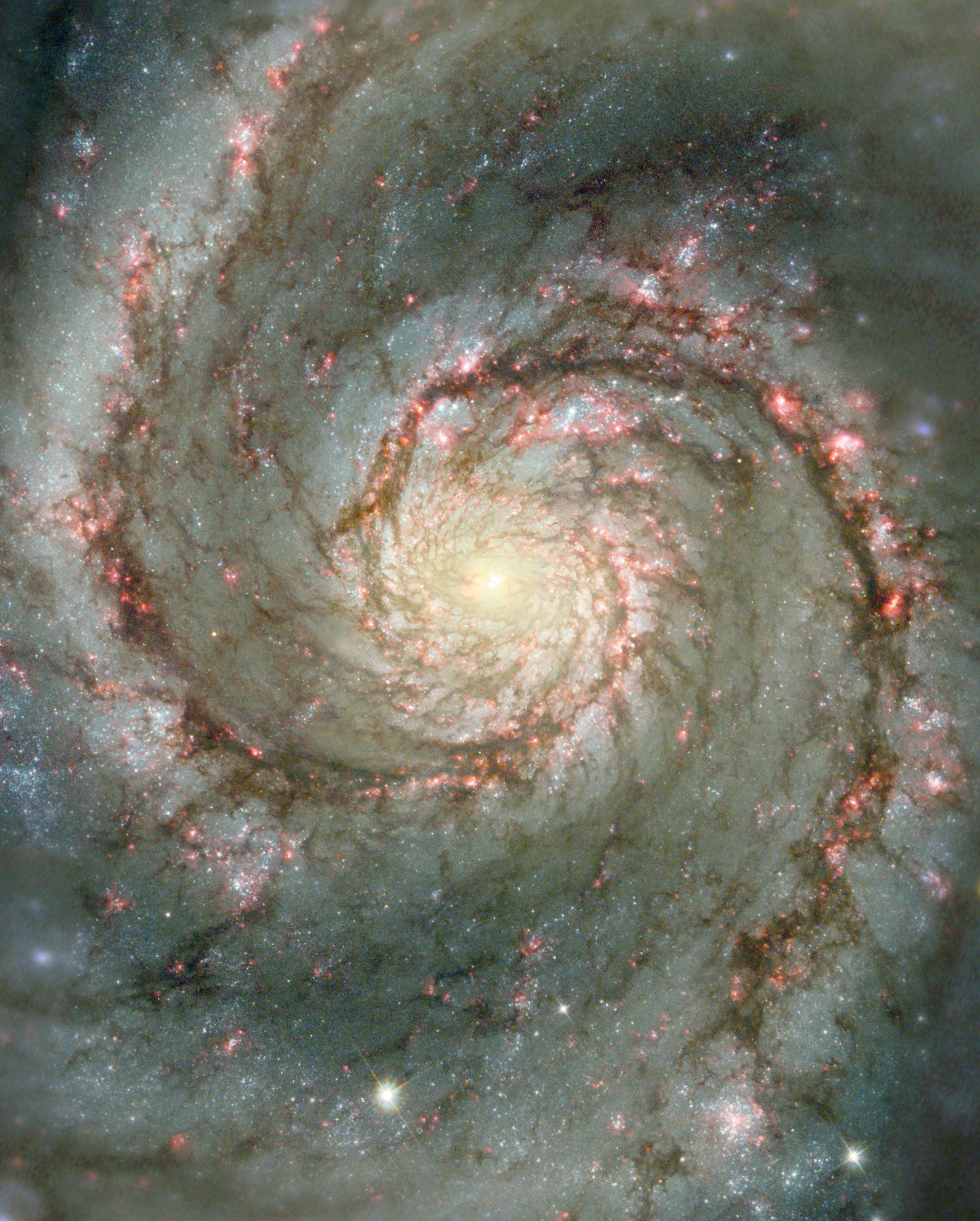
Detail středu galaxie M51 na snímku z Hubbleova vesmírného dalekohledu.

V roce 2001 se na jádro M51 zaměřil Hubbleův vesmírný dalekohled a podél jejích spirálních ramen objevil výstupky prachu, které z nich  vystupují téměř kolmo. Pravidelnost a velký počet těchto útvarů podnítil astronomy k tomu, že je třeba přepracovat předchozí modely vzniku dvojramenných spirálních galaxií. Snímek z tohoto dalekohledu v jádru odhalil také prachový disk, který může zásobit černou díru.

## Sousední galaxie
Vírová galaxie je nejjasnějším členem malé skupiny galaxií M 51, kam patří také galaxie Slunečnice, NGC 5023 a NGC 5229.
Tato malá skupina může být ve skutečnosti jihovýchodním výběžkem větší protáhlé skupiny, do které by patřily i skupina galaxií M 101 a skupina galaxií NGC 5866 (M 102), ale mnoho galaktických seznamů a metod určování galaktických skupin je považuje za oddělené celky.

## Supernovy
Do roku 2011 byly v M51 pozorovány 4 supernovy:
- SN 1945A (NGC 5195) s magnitudou 14,0
- SN 1994I (NGC 5194) s magnitudou 13,5
- SN 2005cs (NGC 5194) s magnitudou 14,0
- SN 2011dh (NGC 5194) s magnitudou 14,0

### Knihy
- O'MEARA, Stephen James. Deep Sky Companions: The Messier Objects. New York: Cambridge University Press, 1998. Dostupné online. ISBN 0-521-55332-6. (anglicky)

### Mapy hvězdné oblohy
- TAKI, Toshimi. Taki's 8.5 Magnitude Star Atlas [online]. 2005 [cit. 2016-06-03]. Dostupné v archivu pořízeném dne 2018-11-05. (anglicky) – Atlas hvězdné oblohy volně stažitelný ve formátu PDF.
- TIRION; RAPPAPORT; LOVI. Uranometria 2000.0 - Volume I - The Northern Hemisphere to -6°. Richmond, Virginia, USA: Willmann-Bell, inc., 1987. Dostupné online. ISBN 0-943396-14-X.
- TIRION; SINNOTT. Sky Atlas 2000.0. 2. vyd. Cambridge, USA: Cambridge University Press, 1998. ISBN 0-933346-90-5.
- TIRION. The Cambridge Star Atlas 2000.0. 3. vyd. Cambridge, USA: Cambridge University Press, 2001. Dostupné online. ISBN 0-521-80084-6.